# Edirne
Edirne (anticamente Adrianopoli, in greco Αδριανούπολη?, Adrianoúpoli; in bulgaro Одрин?, Odrin) è una città della Tracia, la zona più occidentale della Turchia, vicino al confine con la Grecia e la Bulgaria. È il centro dell'omonima provincia e dell'omonimo distretto.
Il nome di Adrianopoli è stato usato fino alla prima guerra mondiale ed è tuttora in uso in greco. Edirne, che è la capitale della provincia omonima e conta, secondo i dati del 2009, 141 000 abitanti, fu capitale dell'Impero ottomano dal 1365 al 1453.

## Geografia
Edirne si trova nella regione della Tracia, a 220 km ad ovest di Istanbul, presso la triplice frontiera tra Bulgaria, Grecia e Turchia. Sorge sulla sponda sinistra del fiume Meriç, che lambisce la città in direzione ovest-est. Edirne è attraversata dalla Tundža che, dopo il suo ingresso nella periferia settentrionale, forma un'ampia ansa che abbraccia tutto il centro storico ed infine si getta nel Meriç presso i quartieri sud-orientali.

## Storia
Per la sua posizione strategica, a metà strada tra Europa ed Asia, Edirne fu uno dei principali campi di battaglia della storia. Nelle sue vicinanze si combatterono, nell'arco di più di mille anni di storia, sedici battaglie.

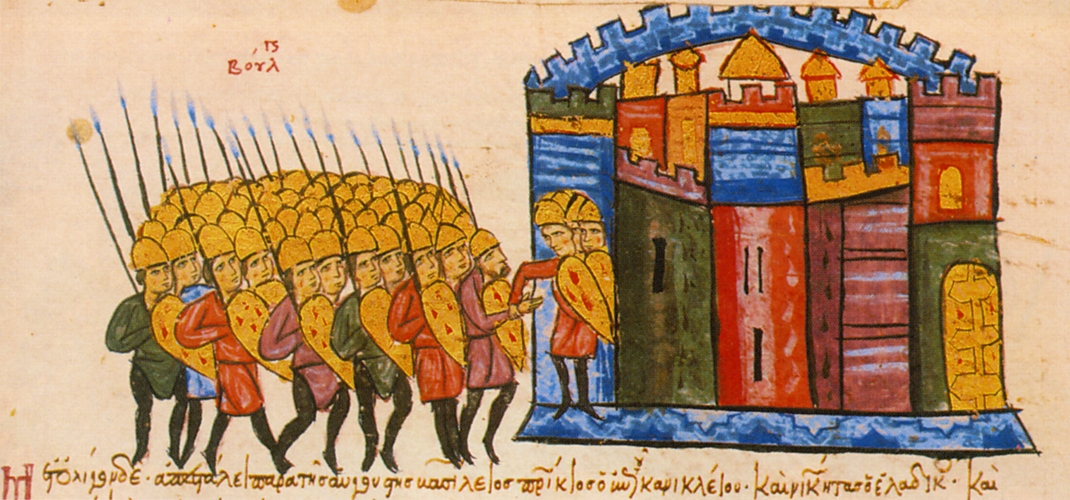
I Bulgari conquistano Adrianopoli nel 914.

L'area sulla quale sorge l'odierna città di Edirne era abitata prima della conquista romana dalle tribù trace dei Bessi e degli Odrisi i quali fondarono un piccolo insediamento conosciuto come Uskadama, Uskudama o Uskodama. La città fu rifondata nel 125 dall'imperatore romano Adriano che non solo la ribattezzò con il proprio nome, ma la arricchì di monumenti ed infrastrutture. Fu il più importante centro della provincia romana della Tracia e sotto Diocleziano fu capitale della provincia dell'Emimonto.
Di grande importanza strategica e massicciamente fortificata, la città divenne un centro cruciale per il destino dell'Impero romano nel IV secolo. Nel 324 le armate di Costantino sconfissero quelle di Licinio in uno degli ultimi scontri della guerra civile che aveva insanguinato l'impero nei primi due decenni del IV secolo. Nel 378 l'esercito romano, guidato dall'imperatore Valente, fu annientato dai Visigoti di Fritigerno in quella che fu una delle più gravi sconfitte della storia di Roma. Lo stesso imperatore Valente perì nello scontro, mentre la Tracia fu temporaneamente in balia delle tribù barbare.
Fu assediata nell'813 dalle truppe del Khan bulgaro Krum. Nel 914 fu conquistata dallo Zar Simeone di Bulgaria, mentre nel 972 ritornò sotto il dominio bizantino. A seguito della caduta di Costantinopoli nel corso della Quarta crociata, i Veneziani ottennero il controllo della città. L'anno seguente il re Baldovino delle Fiandre fu sconfitto e fatto prigioniero dalle truppe bulgare dello Zar Kalojan nei dintorni della città. L'instabilità della situazione spinse il doge veneziano Marino Zorzi a cedere il potere effettivo su Adrianopoli al generale bizantino Teodoro Brana. Nella primavera del 1225 Adrianopoli, in mano ad un contingente dell'Impero di Nicea, fu occupata dalle truppe del despota d'Epiro Teodoro I. Nel 1355 fu l'imperatore serbo Stefan Dušan ad impadronirsi della città. La morte del sovrano, avvenuta pochi mesi dopo la conquista di Adrianopoli fece crollare il dominio serbo nella regione, mentre da sud gli Ottomani avevano intrapreso la loro avanzata in Tracia e nella penisola balcanica.
Nel 1365, sotto il regno del sultano Murad I, fu assediata e conquistata dagli Ottomani. La rinominarono Edrenebolu o Edirnebolu e la fecero capitale dell'impero sino al 1453, quando fu sostituita da Costantinopoli. Il sultano Maometto II, il conquistatore di Costantinopoli, nacque ad Edirne. In virtù del suo stato di capitale imperiale fu interessata da una serie d'importantissimi lavori pubblici che comportarono la realizzazione di edifici pubblici, bagni turchi, bazar, moschee, ponti, caravanserragli e mercati. Queste iniziative non si arrestarono nemmeno quando Costantinopoli divenne la nuova capitale, nel XVI secolo infatti vennero costruiti i principali monumenti ancor'oggi esistenti, su tutti la moschea Selimiye.

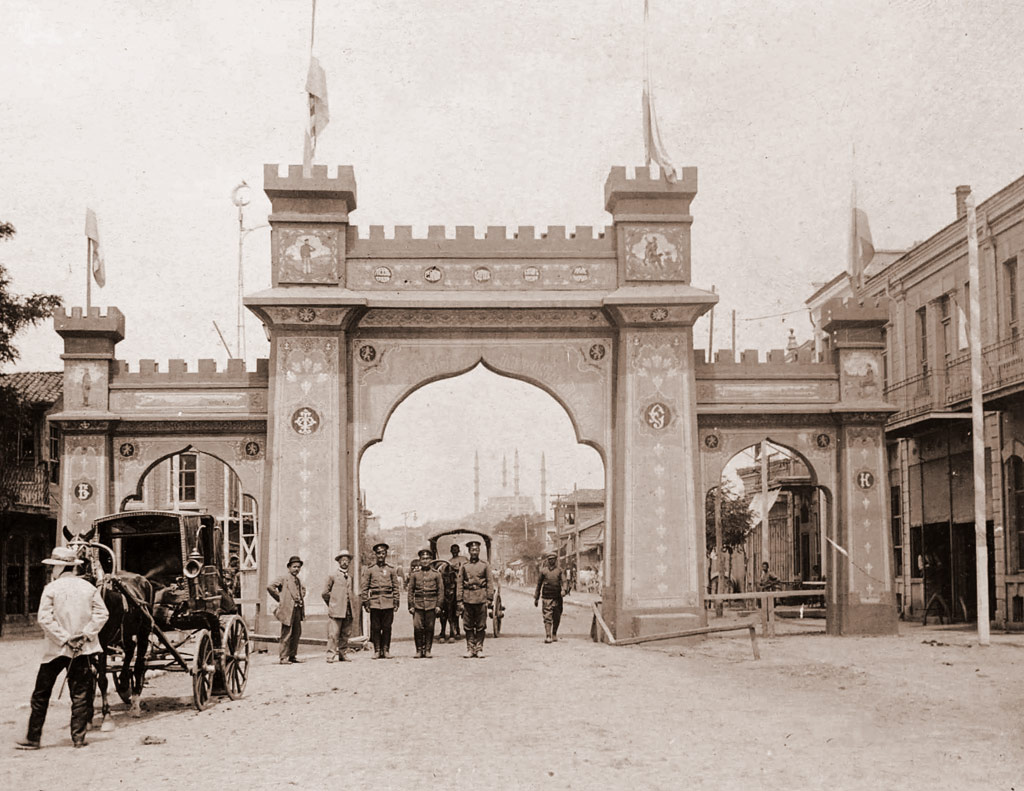
Arco di trionfo eretto dai Bulgari dopo la conquista e l'annessione della città nel 1913.

Sul piano amministrativo, con l'annessione all'Impero ottomano la città divenne il capoluogo del sangiaccato omonimo, incluso nell'Eyalet di Rumelia, di cui Edirne fu il capoluogo fino al XVI secolo. Nel 1826, il quadro amministrativo della penisola balcanica venne riformato, Adrianopoli pertanto fu nominata capoluogo dell'eyalet omonimo. Nel 1867 invece fu proclamata capoluogo del nuovo Vilayet di Adrianopoli. Fu occupata dai russi nel 1829, durante la guerra d'indipendenza greca, e tra le sue mura fu firmato il trattato di pace che pose fine al conflitto. Adrianopoli fu nuovamente occupata dalle truppe zariste, guidate dal generale Iosif Vladimirovič Gurko, nel 1878, durante la guerra russo-turca. Nel 1905 la città venne danneggiata da un grande incendio. Importante piazzaforte militare, durante la prima guerra balcanica fu assediata per oltre quattro mesi dalle truppe serbo-bulgare, per cadere alla fine di marzo 1913.
Fu proprio la cessione di Adrianopoli alla Bulgaria uno dei fattori che causò il colpo di Stato a Istanbul nel gennaio 1913. Pochi mesi dopo, durante la seconda guerra balcanica, la città venne riconquistata dall'esercito ottomano guidato da Enver Pascià. Dopo la prima guerra mondiale passò alla Grecia in virtù del trattato di Sèvres e fatta capoluogo dell'effimera prefettura di Adrianopoli. Per porre fine alla guerra greco-turca, il Regno Unito ordinò ai Greci di ritirarsi dalla Tracia Orientale nell'ottobre 1922. La città fu definitivamente assegnata alla Turchia dal trattato di Losanna l'anno seguente.

## Monumenti e luoghi d'interesse

### Architetture civili
- Bagni di Sokollu Mehmed Pascià, costruiti dall'architetto Sinān nel XVI secolo.
- Bazar di Ali Pascià, costruito dall'architetto Sinan nel XVI secolo, ospita al suo interno oltre un centinaio di botteghe.
- Bedesten, il più antico mercato coperto di Edirne, costruito nel XV secolo.
- Caravanserraglio di Rüstem Pascià, costruito dall'architetto Sinan.
- Complesso di Bayezid II, ospita al suo interno una moschea, una madrasa, un hammam, un imaret ed il Museo della Salute.
- Ponte Gazi Mihal
- Ponte Kanuni, costruito nella metà del XVI secolo dall'architetto Sinan.
- Ponte Meriç, sul fiume omonimo.
- Ponte Tunca, costruito nel XVII secolo dall'architetto Sedefkar Mehmed Agha.
- Resti del Palazzo di Edirne, dimora dei sultani ottomani nella città.

### Architetture religiose
- Moschea Selimiye, costruita dal sultano Selim II nel 1575 e progettata dall'architetto Sinān. I suoi minareti, alti 70.90 metri, sono i più alti di tutto il paese.
- Chiesa Italiana, di rito cattolico, fu costruita nel 1852[4].
- Chiesa di San Giorgio, di rito bulgaro ortodosso, fu aperta nel 1880.
- Chiesa dei Santi Costantino e Elena, di rito bulgaro ortodosso, fu aperta al culto nel 1869.
- Moschea di Bayezid I, costruita sul finire del XIV secolo, è il più antico edificio ottomano della città[5].
- Moschea di Atik Alì Pascià, costruita agli inizi del XVI secolo.
- Moschea di Ayşe Kadın, del XV secolo.
- Moschea di Darül Hadis
- Moschea di Evliya Kasim Pascià, del XV secolo.
- Moschea di Gazi Mihal, del XV secolo.
- Moschea di Kadı Bedrettin, del XVI secolo.
- Moschea di Mezit Bey
- Moschea di Şah Melek
- Moschea di Süle Çelebi
- Moschea Lari Çelebi
- Moschea Muradiye
- Moschea Suleymaniye
- Moschea Üç Şerefeli, costruita tra il 1438 ed il 1447.
- Moschea vecchia, costruita tra il 1402 ed il 1414.
- Sinagoga grande di Edirne, inaugurata nel 1909 e riaperta nel 2015.

## Cultura

### Istruzione

#### Musei
- Museo Archeologico e Etnografico di Edirne

#### Università
Edirne è sede dell'Università della Tracia, fondata nel 1982.

### Cucina
La specialità gastronomica di Edirne è il ciğer tava, ovvero sia fettine di fegato di vitello fritte. Viene solitamente accompagnato da peperoncini fritti e ayran.

## Infrastrutture e trasporti

### Strade
La principale arteria di collegamento stradale e di accesso alla città è costituita dall'Autostrada 3 a cui Edirne risulta collegata con tre svincoli. Il centro cittadino è attraversato dalla strada statale D100, che dal confine bulgaro giunge via Istanbul fino a Gürbulak, presso la frontiera con l'Iran. Da Edirne dipartono anche le strade statali D535, diretta al valico di Hamzabeyli, e D20, che dalla periferia est della città giunge sino ad Adapazarı via Istanbul.

### Ferrovie
Edirne è attraversata dalla ferrovia Istanbul-Sofia, che costituiva il segmento finale del cosiddetto Balkan Express. Presso lo scalo ferroviario cittadino sono operati i collegamenti internazionali con Sofia e Bucarest, sono altrettanto effettuati collegamenti con Istanbul Halkalı. La città è dotata di due stazioni ferroviarie, quella principale, aperta nel 1971 in sostituzione di quella di Karaağaç, e la stazione di Edirne Şehir, situata in prossimità del centro cittadino.

## Sport

### Calcio
La squadra di calcio locale è l'Edirnespor, fondato nel 1966. Disputa le sue partite interne presso il 25 Kasım Stadyumu.

### Lotta
Edirne ospita un importante torneo di lotta nell'olio chiamato Kırkpınar.

## Amministrazione

### Consolati
Ad Edirne sono presenti i consolati generali di Bulgaria e Grecia. Vi si trovano inoltre i seguenti consolati onorari: Albania e Slovacchia.

### Gemellaggi
Edirne è gemellata con:
- Kars
- Ardahan
- İzmit
- Jambol
- Haskovo
- Lörrach
- Alessandropoli